# پروآنتوسیانیدین بی۱
پروآنتوسیانیدین بی۱ (به انگلیسی: Proanthocyanidin B1) با فرمول شیمیایی C۳۰H۲۶O۱۲ یک ترکیب شیمیایی با شناسه پاب‌کم ۱۱۲۵۰۱۳۳ است. که جرم مولی آن ۵۷۸٫۵۲ g/mol می‌باشد. 